# Hannoversche Volkszeitung
Die Hannoversche Volkszeitung (HV) war das 1885 gegründete Kopfblatt der Hildesheimischen Zeitung für Hannover und Umgebung. Gründer und Herausgeber der der Zentrumspartei nahestehenden Zeitung war Wilhelm Maxen.

## Beschreibung
Während der Weimarer Republik attackierte die bei Kornacker gedruckte Zeitung vor allem die Deutschnationale Volkspartei unter Alfred Hugenberg, weniger aber die NSDAP und Adolf Hitler. So kommentierte die Hannoversche Volkszeitung die Ernennung Hitlers zum Reichskanzler mit der Schlagzeile

„Hitler regiert - Hugenberg diktiert“

Die kritische Berichterstattung ging nach dem Ermächtigungsgesetz vom 23. März 1933 und dem Reichskonkordat vom 20. Juli 1933 deutlich zurück.

## Landespost
Ende 1933 fusionierte die Hannoversche Volkszeitung mit der Hildesheimischen Zeitung zur Landespost; diese durfte jedoch, nachdem sich zwei Artikel gegen die nationalsozialistischen Rassenkunde richteten, vom 17. Februar bis zum 17. März 1934 nicht erscheinen.
Die im Zeitungskopf gedruckte Hildesheimer Rose wurde ab dem 15. Mai 1935 durch das Bischofskreuz ersetzt.
Die letzte Ausgabe der Landespost erschien am 20. Dezember 1939, bevor sie kriegsbedingt mit dem Hildesheimer Beobachter zusammengelegt wurde.